# Історичний музей Військово-повітряних сил (Браччано)
Історичний музей Військово-повітряних сил (італ. Museo storico dell'Aeronautica Militare) — музей італійської військової авіації в Браччано, у регіоні Лаціо, провінції Рим, у центральній Італії. Заснований у 1977 році недалеко від однойменного озера, де в 1908 році був побудований і піднявся в повітря перший італійський військовий дирижабль. У музеї представлена колекція, що складається здебільшого з італійської авіаційної машинерії та гідропланів.
Окрім літаків і двигунів, які являють собою еволюцію повітроплавання в Італії, у музеї наявні колекції авіаційної фотоапаратури, радіоустаткування, зброї та бортового обладнання. 
Серед основних завдань історичного музею військово-повітряних сил також є відновлення і реставрація історичних літаків, для чого музей веде співпрацю і з іншими організаціями та об'єднаннями, з метою збереження національної спадщини літаків.